# Damarguna
Damarguna is een bestuurslaag in het regentschap Cirebon van de provincie West-Java, Indonesië. Damarguna telt 5763 inwoners (volkstelling 2010).